# 中国学生学者联合会
中国学生学者联合会（缩写CSSA；也称中国学生学者联谊会）是多数海外高校及科研机构中，由中国学生、学者注册的官方同乡会的名称。

## 争议
根据美国国会下属的美中经济与安全审查委员会（USCC）2018年的一份报告以及美国外交政策杂志同年的报道称，中国学生学者联合会与中国驻美大使馆关系密切并接受大使馆金钱资助。
纽约时报等数家欧美媒体与美國副總統迈克·彭斯認為这个组织有监视当地中国留学生以及推动亲中共议程等职能。